# ألان أفريريل
ألان أفريريل (بالإنجليزية: Alan Averill)‏ هو مغني أيرلندي، ولد في 26 أغسطس 1975 في دبلن في جمهورية أيرلندا.

## وصلات خارجية
- الموقع الرسمي
- ألان أفريريل على موقع ميوزك برينز (الإنجليزية)
- ألان أفريريل على موقع ديسكوغز (الإنجليزية)